# Trier-Süd
Trier-Süd ist einer der 19 Ortsbezirke der Stadt Trier in Rheinland-Pfalz.

## Geographie
Der Bezirk Trier-Süd schließt unmittelbar südlich an den innerstädtischen Altstadtbereich an. Er besteht aus den Stadtbezirken Matthias (Stadtbezirks-Nr. 102) und Barbara (104). Der Ortsbezirk umfasst die einstigen Trierer Vororte St. Barbara („Barbeln“), St. Matthias („Mattheis“), Löwenbrücken und St. Medard. Trier-Süd wird im Westen von der Mosel sowie im Osten von der Bahnlinie Trier-Saarbrücken/Luxemburg begrenzt. Der Ortsbezirk hat eine Fläche von 172,2 Hektar.

## Geschichte
Die Zisterzienserinnenabtei Löwenbrücken bestand von 1232 bis 1791.
Die Gemeinde St. Barbara, zu der auch Löwenbrücken gehörte, wurde 1888 in die Stadt Trier eingemeindet. St. Matthias und Medard gehörten zuletzt zur Gemeinde Sankt Matthias-Medard-Feyen, die 1912 in die Stadt Trier eingemeindet wurde.

## Politik
- Linke: 1
- SPD: 5
- Grüne: 4
- FDP: 1
- CDU: 4

### Ortsbeirat
Für den Ortsteil Trier-Süd wurde ein Ortsbezirk gebildet. Dem Ortsbeirat gehören 15 Beiratsmitglieder an, den Vorsitz im Ortsbeirat führt die direkt gewählte Ortsvorsteherin.
Im Ortsbeirat ist seit den Kommunalwahlen am 9. Juni 2024 die SPD mit fünf Sitzen stärkste Fraktion, es folgen die Grünen und  die CDU (je 4 Sitze) sowie FDP und die als fünfte Partei neu in den Ortsbeirat eingezogenen Linken mit je einem Sitz.
Für weitere Informationen und historische Daten siehe die Ergebnisse der Kommunalwahlen in Trier.

### Ortsvorsteher
Bei den Kommunalwahlen 2019 wurde Nicole Helbig (Grüne) zur neuen Ortsvorsteherin gewählt. Sie setzte sich bei einer Stichwahl am 16. Juni mit einem Stimmenanteil von 51,00 % gegen die bisherige Amtsinhaberin Jutta Föhr (SPD; im Amt ab Januar 2008) durch, nachdem bei der Direktwahl am 26. Mai 2019 keiner der ursprünglich vier Bewerber die notwendige Mehrheit erreicht hatte. Auch bei der Direktwahl 2024 fiel die Entscheidung erst in der Stichwahl. Helbig setzte sich am 23. Juni mit einem Stimmenanteil von 53,8 % gegen den CDU-Kandidaten durch, nachdem beim ersten Wahlgang am 9. Juni 2024 keiner der ursprünglich fünf Bewerber eine ausreichende Mehrheit erzielt hatte.

## Kultur und Sehenswürdigkeiten
Die Benediktinerabtei St. Matthias mit dem Grab des Apostels Matthias zählt zu den ältesten Klöstern der Stadt. Sehenswert sind auch die Barbarathermen, die Überreste einer römischen Bade- und Freizeitanlage aus dem 2. Jahrhundert und der Jüdische Friedhof an der Weidegasse, u. a. mit den Gräbern der Vorfahren von Karl Marx. Als sehenswert gelten auch die Speestraße mit zum Teil denkmalgeschützten Häusern aus der Gründerzeit und die Denkmalzone Eberhardstraße. Das 1931 eröffnete und zuletzt 2009 renovierte Bad an den Kaiserthermen (umgs. Stadtbad) ist eine der drei städtischen Badeanstalten; die beiden anderen sind die Freibäder Nordbad (Trier-Nord) und Südbad (Trier-Feyen/Weismark).

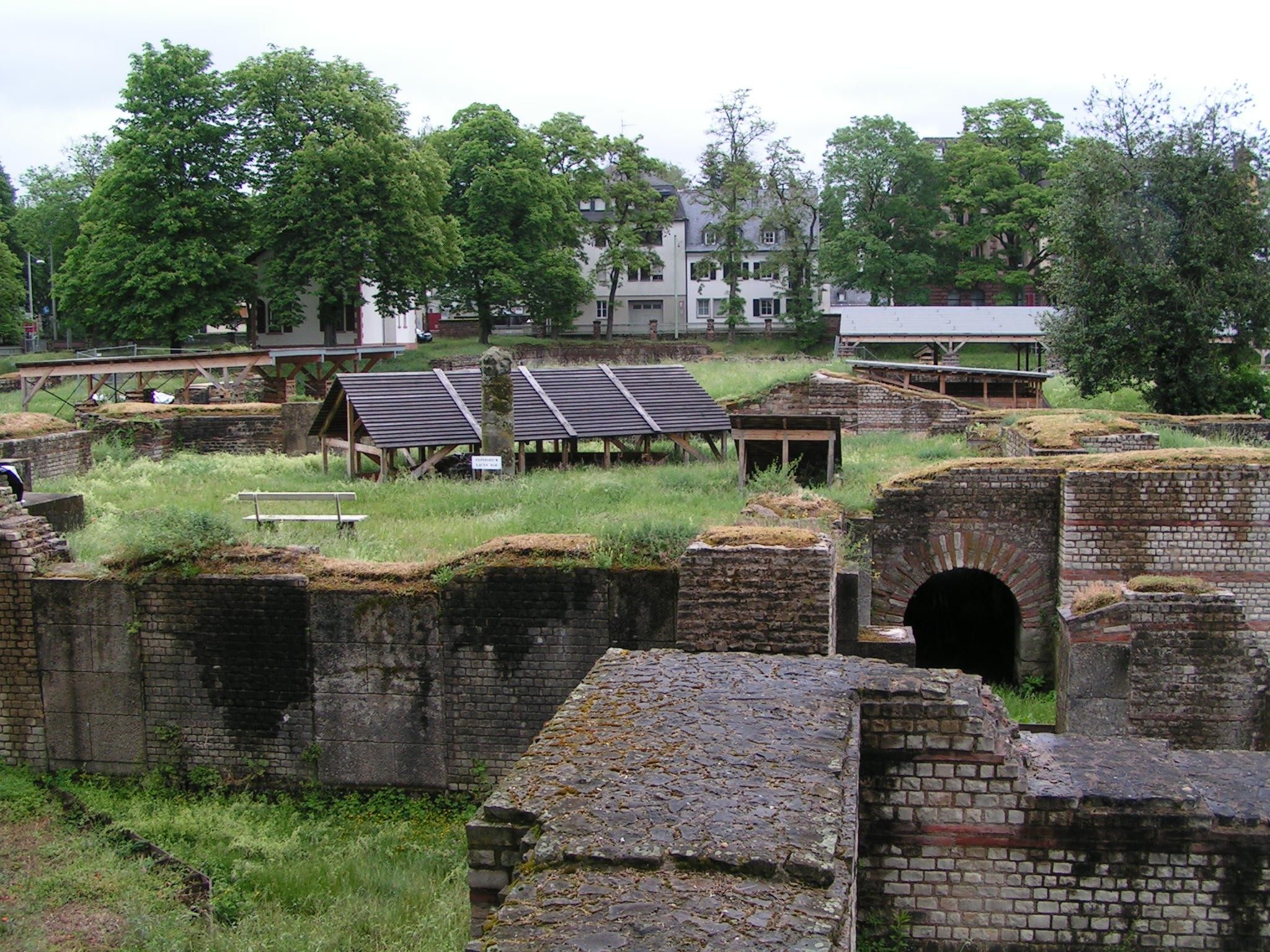
Barbarathermen
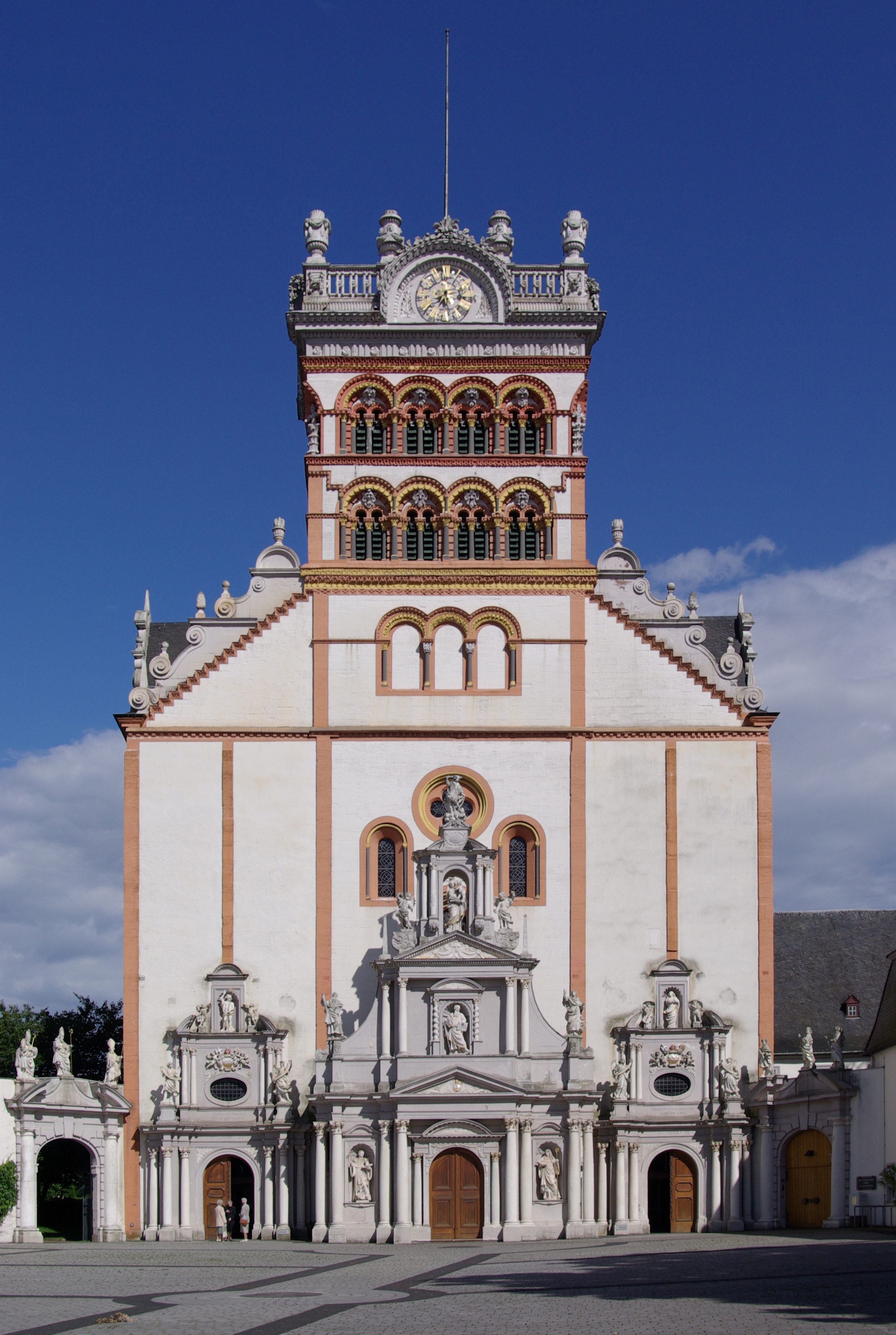
Sankt-Matthias-Kirche
Abbildung von Medard auf dem Trierer Gerichtsbild von 1589
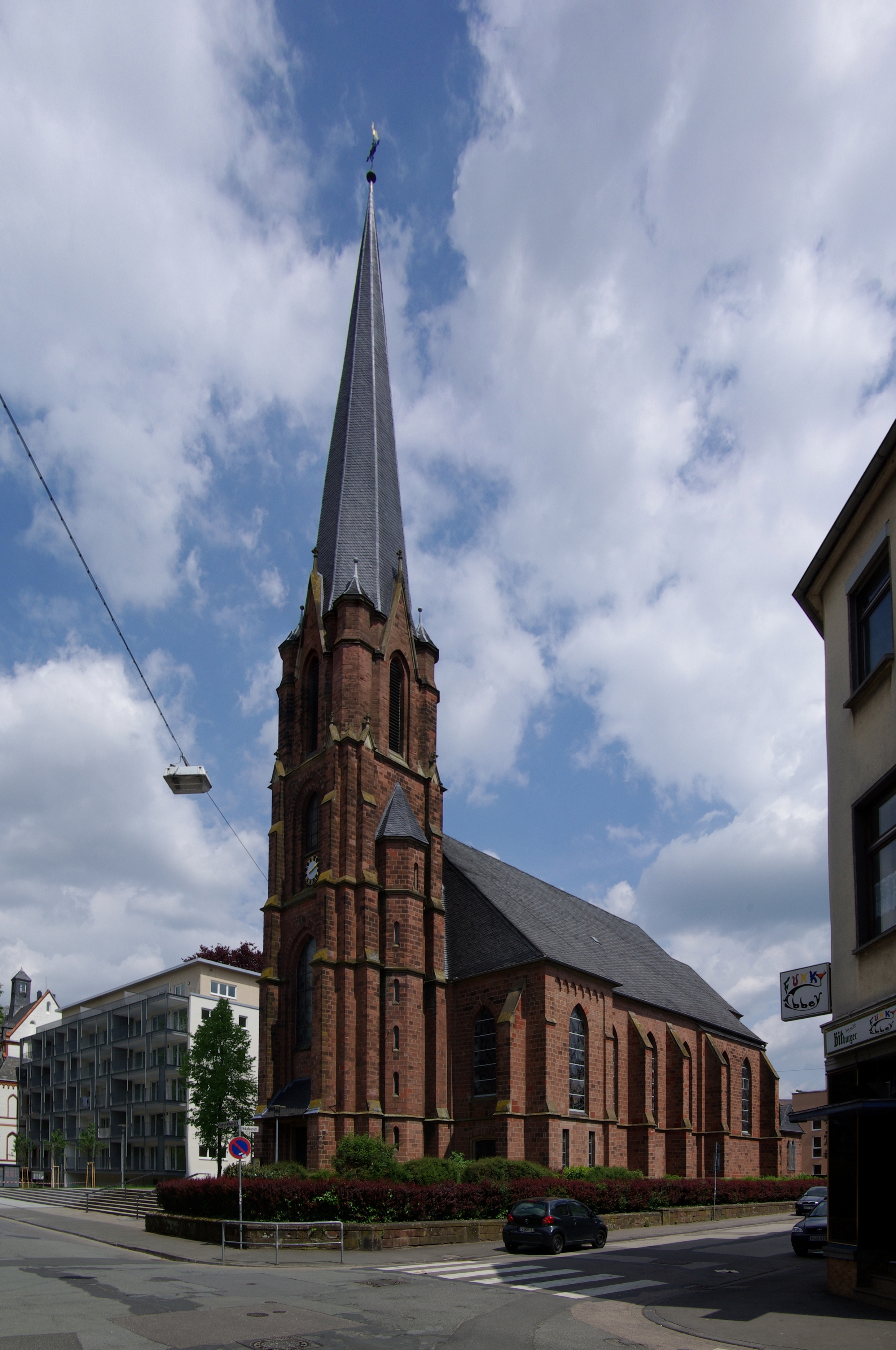
Herz-Jesu-Kirche
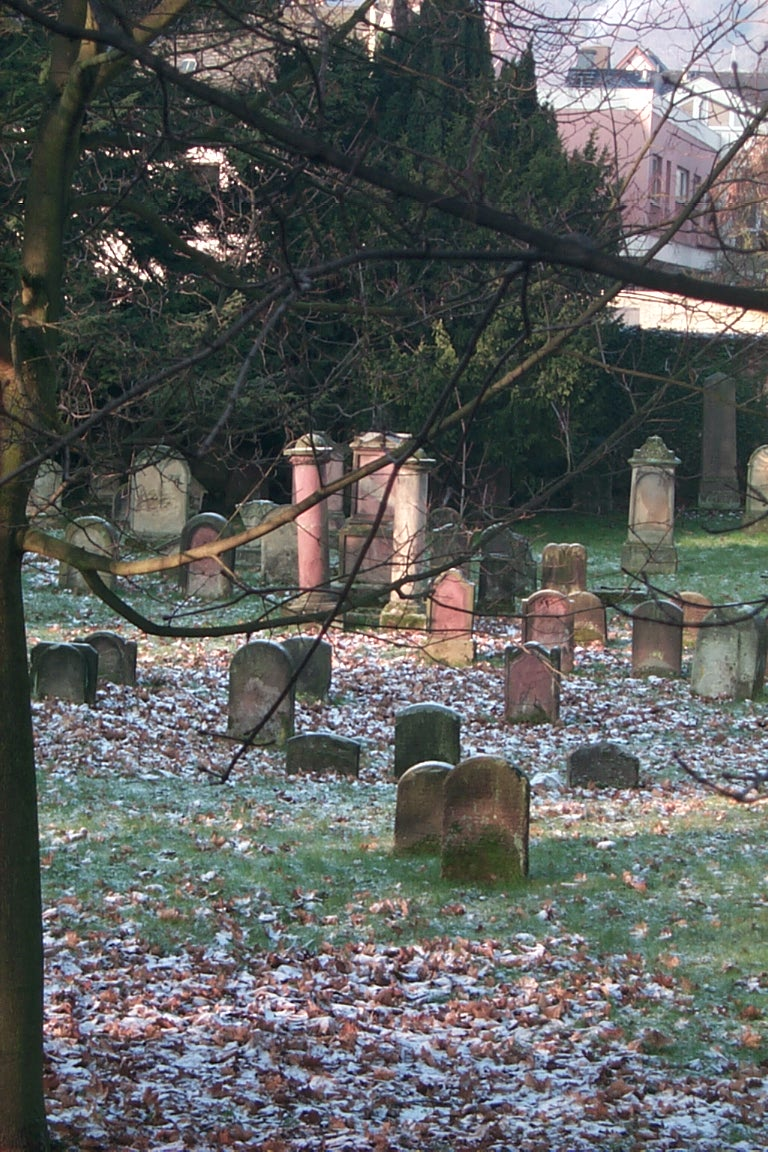
Jüdischer Friedhof an der Weidegasse
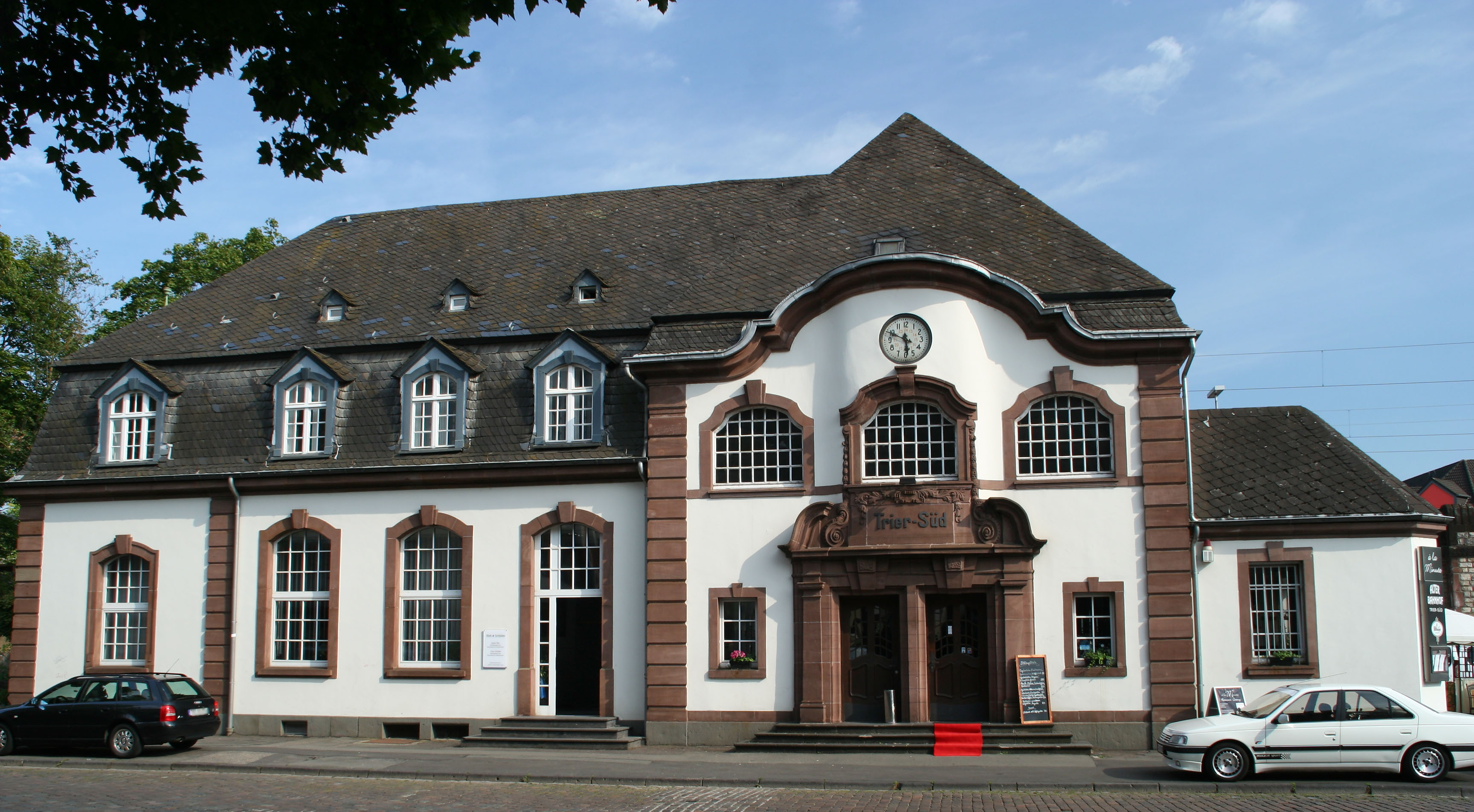
Ehemaliges Empfangsgebäude des Bahnhofs Trier-Süd
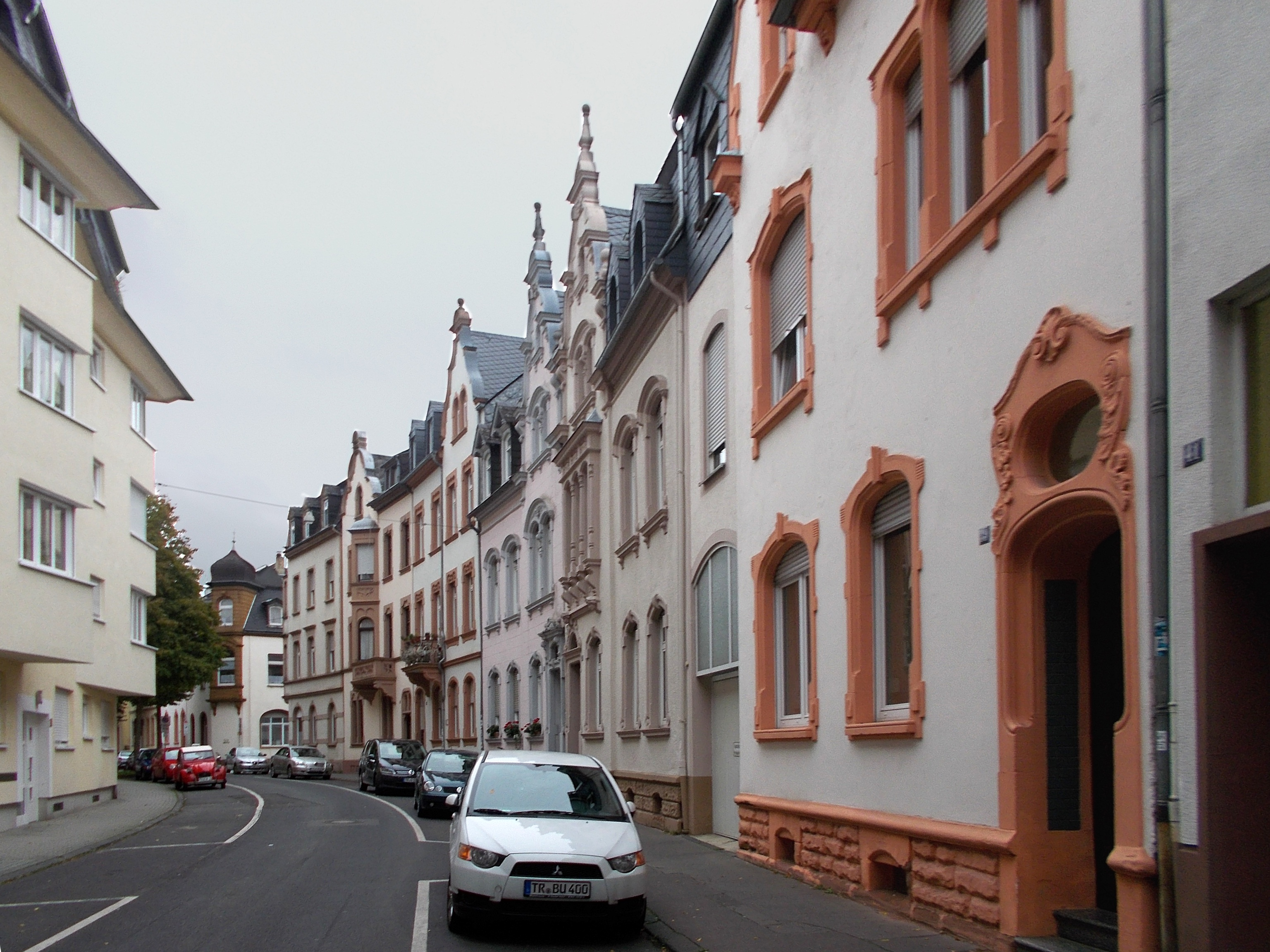
Denkmalzone Eberhardstraße

## Wirtschaft und Infrastruktur

### Verkehr

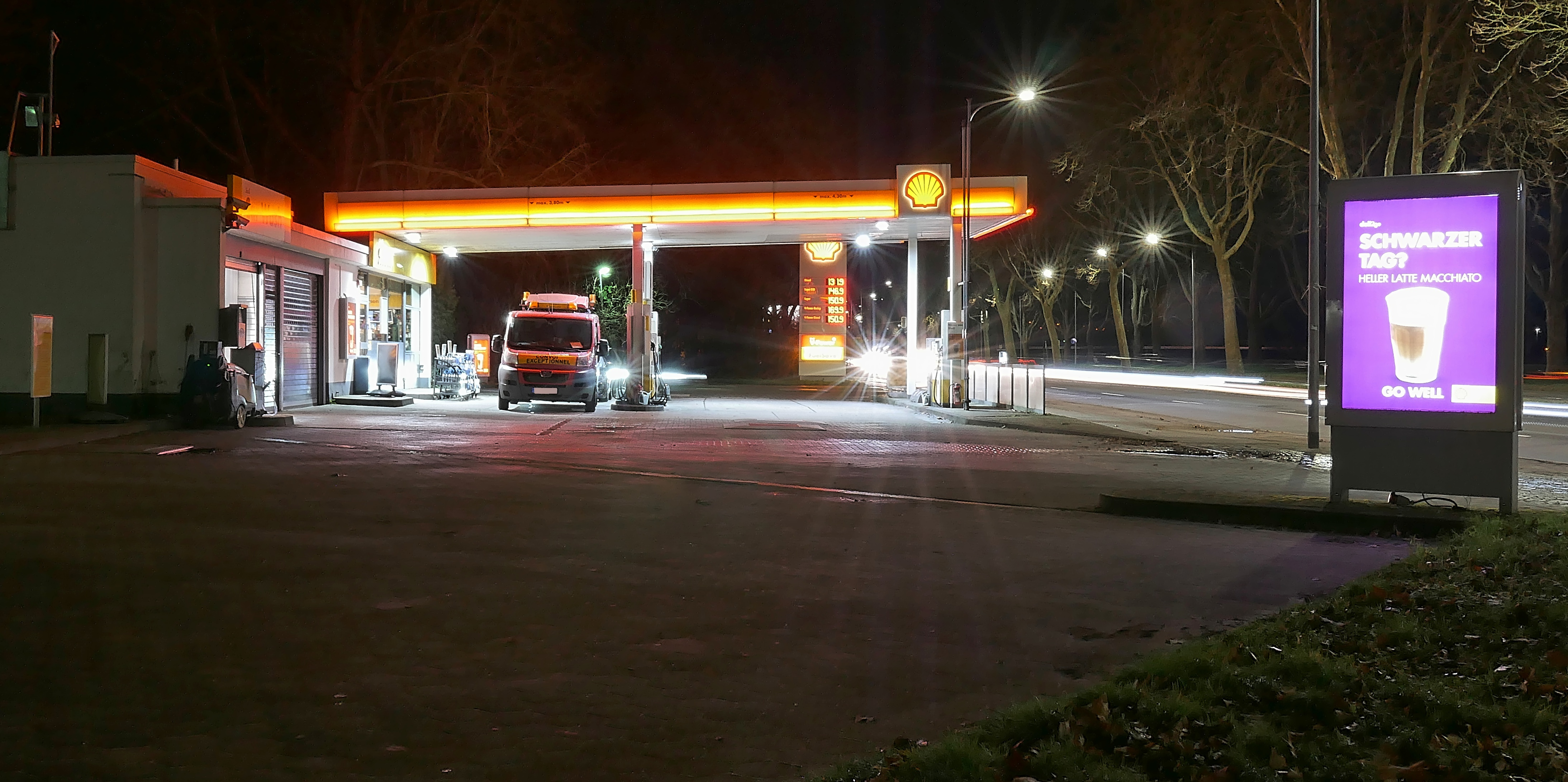
Tankstelle am Pacelliufer

Der Bezirk liegt an der südlichen Zufahrtsstraße zur Universität Trier, die durch öffentlichen Nahverkehr schnell zu erreichen ist, und hat eine Anbindung zum Hauptbahnhof durch den Südbahnhof. Die Altstadt liegt in unmittelbarer Nähe. Trier-Süd ist daher Heimat vieler Trierer Studenten. Bedeutendste Geschäfts- und Verkehrsstraße ist die Saarstraße.

### Einwohnerzahl und -struktur
Trier-Süd hat 9386 Einwohner (Stand:31. Dez. 2013). Davon sind:
- bis 20 Jahre: 13,7 %
- 21–29: 20,9 %
- 30–39: 17,3 %
- 40–49: 13,3 %
- 50–59: 12,6 %
- 60–69:  8,4 %
- 70 Jahre und älter: 13,9 %

## Persönlichkeiten
Diese Liste umfasst Persönlichkeiten, die aus Trier-Süd stammten oder sich dort verdient machten.
- Reinhold Wirtz (1842–1898) war ein deutscher Architekt, Kommunalkreis- und Diözesanbaumeister des Bistums Trier. Nach seinen Plänen wurde in den Jahren 1893 bis 1895 die Pfarrkirche Herz Jesu errichtet.
- Theo Seifer (1883–1946) war ein deutscher Unternehmer, Maschinenbauingenieur und Geologe, der sich vor allem herausragend um die Gewinnung von Erdöl in Niedersachsen verdient gemacht hat.
- Die Bildhauerfamilie Föhr, Vitus († 1955), Klaus († 1964) und Thomas, der mit seiner Frau Renate Diederichs auf dem Anwesen seiner Familie noch eine Werkstatt für Steinbildhauerei betreibt.